# 近衛基熙
近衛 基熈（このえ もとひろ、旧字体：近󠄁衞 基熈）は、江戸時代前・中期の公卿。近衛家21代当主。

## 概要
江戸時代前・中期の公卿である。主に東山天皇（113代）と中御門天皇（114代）治世の朝廷においてその中枢となり、江戸幕府との関係改善に尽力した。五摂家筆頭の近衛家当主として知られ、また後陽成天皇の男系三世子孫でもある。

## 生涯
慶安元年（1648年）3月6日、近衛尚嗣（関白・左大臣）の長男として誕生。母は後水尾天皇皇女女二宮。実母は近衛家女房（瑤林院）。幼名は多治丸。父の尚嗣が早世し、尚嗣と正室女二宮の間には男子がなかったため、後水尾上皇の命により、近衛家の外にあった基熈が迎えられて上皇の保護下で育てられた。
承応3年（1654年）12月に元服して正五位下に叙せられ、左近衛権少将となる。以後、摂関家の当主として累進し、明暦元年（1655年）従三位に上り公卿に列せられる。明暦2年（1656年）に権中納言、万治元年（1658年）に権大納言となり、寛文4年（1664年）11月23日には後水尾上皇の皇女常子内親王を正室に賜った。寛文5年（1665年）6月、18歳で内大臣に任じられ、寛文11年（1671年）には右大臣、さらに延宝5年（1677年）に左大臣へすすんだ。
いよいよ関白就任の一歩手前にまで迫ったが、延宝8年（1680年）、基熈の後ろ盾とも言うべき後水尾法皇が崩御し、霊元天皇が親政をおこなうようになった。霊元天皇は幕府嫌いで有名だったが、基熈は「親幕派」とみられていたので天皇から疎まれるようになる。そして天和2年（1682年）には関白職に右大臣一条兼輝を越任させるという贔屓人事が行われ、以降基熈は霊元朝では干され続けた。貞享3年（1686年）に辛うじて従一位を賜っているのみであった。しかもその一方で、幕府の方から好かれていたのかと言えば全くの逆で、時の将軍徳川綱吉は、自分の後継問題で緊張関係にあった甲府藩主徳川綱豊（後の6代将軍家宣）の正室の熈子が基熈の長女であった事から、綱豊の舅である基熈に対しても冷淡であり、この時期はまさに沈滞期であった。
しかし貞享4年（1687年）に霊元天皇が東山天皇に譲位して、仙洞御所より院政を開始するが、依然として一条兼輝が摂関の地位にあり、一条兼輝が辞意を申し入れても上皇が認めない状況にあった。失望した基熈は左大臣を辞任する意向を上皇に伝えるが、上皇は基熈は将来は摂関に就くべき人間だと言いつつ、基熈の本当の辞任理由は関白昇進を兼輝に先を越されたことで面目を失ったからだと指摘し、更に基熈が関白になれなかったのは「神慮」であると述べて却って基熈を憤慨させている（『基熈公記』元禄元年10月26日条）。しかし、一条兼輝は健康問題を理由に再度の辞意を申し入れたことで、上皇も辞任を受け入れざるを得なくなり、元禄3年（1690年）1月にようやく念願の関白に就任し、東山朝において権勢をふるい、霊元上皇が朝廷権威の復興を企図したのに対し、「親幕派」としてことごとくこれに反対した。また、東山天皇が成長すると、上皇の院政を疎ましく考えるようになり、反対に基熈への依存を強めるようになる。また、幕府も上皇の動きを警戒して、東山天皇への影響力を有する基熈との距離を縮めていった。更に基熈の子の家熈の上臈（事実上の側室）であった町尻量子が、綱吉付の筆頭年寄である右衛門佐局の縁者であることから、彼女を介して綱吉と基熈の人的つながりが形成されたとする見解もある。しかし、幕府は霊元上皇の院政を否定する一方で母后の松木宗子による後見は認めていたために、天皇や基熈の思惑に反して宗子が独自の政治的行動を始めるようになり、元禄12年（1699年）に宗子の信任を受けて権勢を振るっていた議奏の中御門資熈が失脚するまで、天皇・基熈側と宗子・資熈側による親政の主導権争いが続いた。
元禄16年（1703年）自らの片腕だった鷹司兼熙に関白職と藤氏長者を譲る。また宝永元年（1704年）、将軍綱吉は遂に男子誕生を断念して家宣を後継者として迎え、家宣と正室の熈子が江戸城に入った。宝永3年（1706年）、綱吉・家宣の招待で摂家としては異例の江戸下向を行い、綱吉や家宣夫妻と会見する（この招待には熈子の働きかけがあったという）。その際、基熈は東山天皇が慶仁親王（後の中御門天皇）を後継に立てる意向である事を綱吉・家宣に伝えている。宝永4年（1707年）には長男の家熈が関白・藤氏長者に就任している。
宝永6年（1709年）5月、将軍綱吉の薨去で家宣が将軍に就任、将軍家との関係も深まった。6月には東山天皇は中御門天皇に譲位して院政を開始、10月には太政大臣に就任する。この座は豊臣秀吉が死去して以後長く空位（実際には徳川家康・秀忠父子が就任しているが、ともに実際の朝廷の政務に当たった事は無い）で、江戸時代に入ってからは基熈が実質上初めての就任であり、東山上皇・家宣双方からともに厚い信頼を受けていた基熈であったからこそ可能となった就任といえる。12月8日には健康問題を理由に太政大臣を辞職するが、その9日後の17日に東山上皇が疱瘡に倒れて崩御してしまう。更に母后の櫛笥賀子も疱瘡に感染して同月28日に逝去してしまった。
宝永7年（1710年）には再度の江戸下向を強行し、再び家宣・熈子夫妻と会見する。それから2年以上もの間神田御殿に滞在し、将軍や幕閣から政治・有職などの諮問を受けた。これは新井白石が朝鮮通信使の問題や儀礼問題について基熈の意見を求めたからだとされているが、一方、東山上皇の余りにも突然の急死により霊元上皇の院政再開が確実となったことで、基熈としても朝幕関係の再構築と東山上皇の生前の意向であった新宮家（後の閑院宮）創設問題の早期実現を願う立場から望んでいた江戸下向でもあった。こうした基熈の関東接近を憎んだ霊元上皇は、下御霊神社に呪詛の願文を自ら認め（霊元院宸筆御祈願文）、その中で基熈を「私曲邪佞の悪臣」と悪し様に罵っている（ただし、この祈願文の作成年代を基熈没後の享保17年（1732年）とする山口和夫の説もある）。また、御台所となった熈子の意向で姪にあたる家熈の娘の尚子が中御門天皇の女御として入内する事になったために近衛家以外の他の摂家が反発して霊元法皇に接近するようになった（なお、当時の養子縁組によって鷹司教平の男系の孫が揃って近衛家以外の4つの摂家の当主であり、互いに親密であった）。ただし、尚子の入内の決定および、中御門天皇の元服の加冠を行う摂政太政大臣に近衛家熈を任命したのは他ならぬ霊元上皇であり、正徳期に入ると基熈の日記からも上皇への批判がほとんど見られなくなる。これは近衛家当主が2代連続の太政大臣任命の栄誉に預かり、なおかつ天皇の后を輩出したことによって、この決定を行った上皇とこの決定によって名誉心を満足させた基熈の間で和解の機運が生じて協調関係へ転換していったのではないか、とする指摘もある。
とかく親幕派・公武合体を進めた公卿として知られるが、一方で家宣の死後に新井白石の斡旋で行われた霊元上皇皇女の八十宮（吉子内親王）の将軍徳川家継への降嫁（これは一転して幕府との関係改善に乗り出した霊元上皇と近衛熈子（出家して天英院）の排除を策する家継の生母の月光院との思惑の一致による側面もあった）には朝廷の尊厳を損なうとして強く反対するなど朝臣として幕府とは距離をとることも忘れなかった（もっとも、天英院も皇室から正室を迎える構想自体には賛意を示していたため、基熈も表向きには反対を表明できなかったという）。また、武家官位の濫発によって綱吉生母の桂昌院や側近の柳沢吉保が分を超えた高位に叙せられた事に関しても強く憤慨している。
更に、寛文5年（1665年）から死去まで書き続けていた日記『基熈公記』では、赤穂事件についての記述で吉良義央が刃傷され即日、浅野長矩が切腹となったことについて、感想を基熈は「珍事々々」と驚いており、また事件を聞いた東山天皇の様子について「御喜悦の旨、仰せ下し了んぬ」と記している。東山天皇は長矩の処分に御喜悦あそばされたのではなく、幕府の様々な朝廷政治工作にかかわっていたであろう高家肝煎の義央を内心では嫌っていたとも考えられる。ただ、のちに近衛や東山天皇が浅野家断絶に同情したり、赤穂義士の快挙に喝采した様子（日記への記載）は一切見られない。そのため、野口武彦は「武家同士の紛争もしくは幕府の不祥事を面白がったのだ」とする仮説を立てている。
享保7年（1722年）に出家し悠山という法名を称した。同年9月に薨去。享年75。京都大徳寺に葬られる。

## 文学への功績
後水尾天皇の薫陶を受け、和歌をはじめとする諸学に影響を受けた。歌道・書道・絵画に優れた才能を発揮した。また、天和3年（1683年）後西天皇より、古今伝授を受け、享保3年（1718年）、孫の家久に授けた。有職故実についても詳しく、同時期、有識家として知られた平松時方・東園基量・野宮定基・滋野井公澄・高橋宗恒たちとともに、常に古式の究明に努めた。基熈の日記は『基熈公記』あるいは『応円満院関白記』といい、有識書類の校合整理、古画や絵巻物類の考証、装束・調度の製作技術の復活など、基熈の有職故実における該博な薀蓄を散見できる。著書に『源氏物語』を考察し、注記を加えた『一簣抄』（全74冊）がある。

## 家族・親族
- 正室：品宮（1642-1702） - 後水尾天皇の皇女
  - 長女：熈子（天英院）（1666-1741） - 徳川家宣御台所
  - 長男：家熈（1667-1736）
  - 二男：大炊御門信名（1669-1684）
- 生母未詳
  - 男子：寛守（1713-1730） - 兄の近衞家熈養子、大覚寺門跡
  - 女子：脩子 - 直仁親王御息所

## 系譜

### 近衛家
近衛家は、藤原忠通の子である近衛基実を始祖とし、五摂家の一つであった。

### 皇室との関係
後陽成天皇の男系三世子孫である。後陽成天皇の第四皇子で近衛家を継いだ近衛信尋の男系後裔。

詳細は皇別摂家#系図も参照のこと。